# Warffumermaar

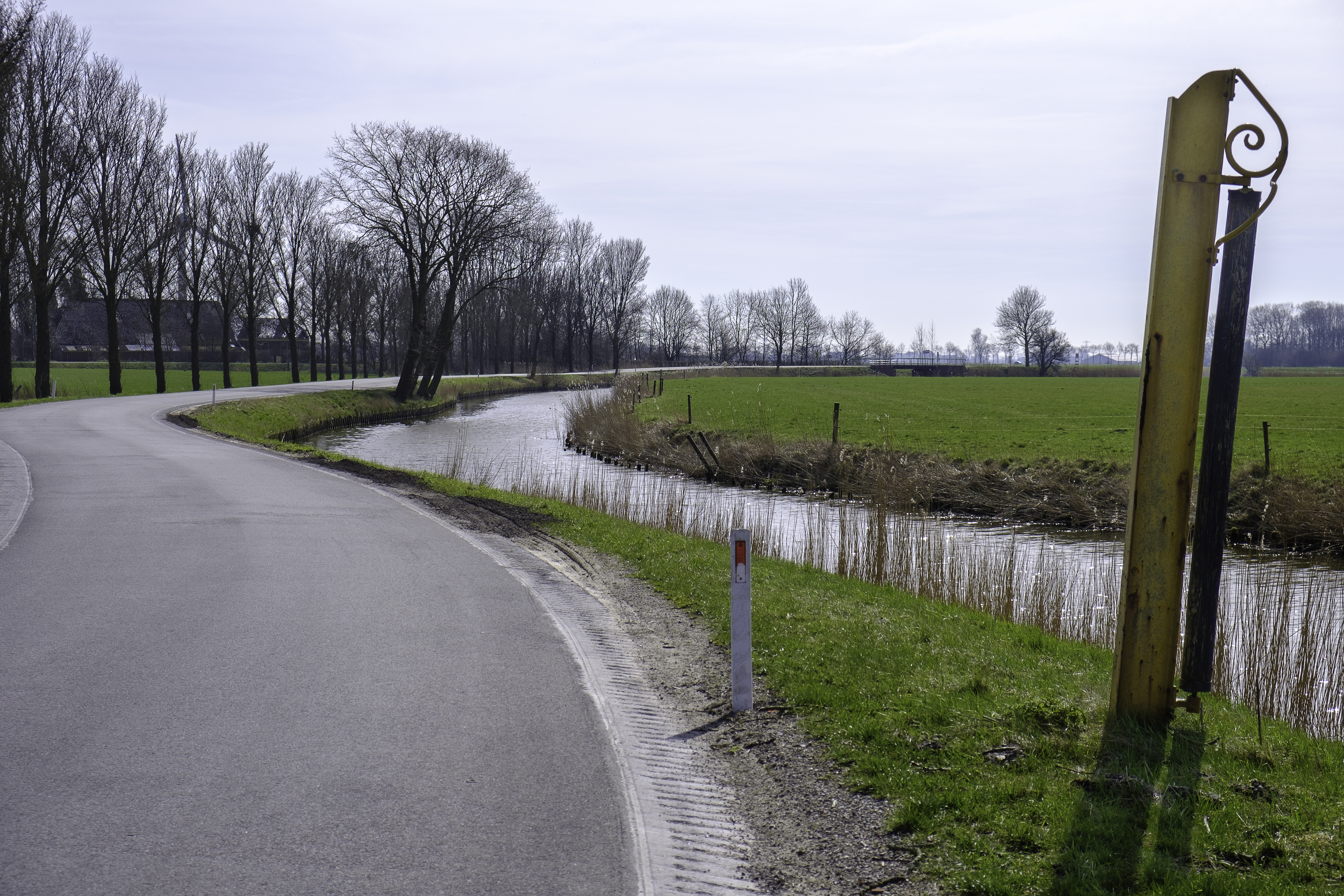
Rolpaal aan het jaagpad langs de Warffumermaar

Het Warffumermaar is een bijna 7 km lang kanaal (maar) in de provincie Groningen.
Het water begint bij de haven van Warffum en mondt uit in Winsumerdiep bij Onderdendam. Het maar vormt de afvoer van het gebied ten oosten van Warffum en ten zuiden van Usquert, via het Usquerdermaar.
In het kanaal monden uit:
1. het Polderdiep (dat soms foutief ook wel Noordpolderkanaal of Warffumermaar wordt genoemd)
2. het Kanaal door de Zuiderhorn, dat de verbinding vormt met het Usquerdermaar
3. het Rasquerdermaar
4. de Delthe, de uitmonding van het gelijknamige poldergemaal

Over het kanaal liggen de volgende bruggen (van noord naar zuid):
1. de spoorbrug in Warffum
2. de Zuiderhornstertil (in de Kloosterweg)
3. de Haantil (Gronings Hoantil), in de Onderdendamsterweg, bij het begin van het Rasquerdermaar)
4. een brug naar een boerderij (staat meestal open)
5. de Scheeftil (Gronings Schaiftil, bij de uitmoonding van de Delthe)
6. het Menkeweersterhoogholtje (in het voormalig kerkenpad)
7. de Pietstil in de Winsumerweg (N996)